# تيكست إديت (محرر نصوص)
تيكست إديت هو محرر نصوص ومعالج كلمات مفتوح المصدر قامت شركة نكست في بداية الأمر بتطويره للعمل على أنظمة نيكست ستيب وأوبن ستيب، ويتم الاَن توزيعه مع أنظمة ماك أو أس أكس وذلك بعد استحواذ شركة أبل على شركة نكست في العام 1996. ويمكن أيضاً تنصيبه على أي نظام تشغيل يتوافق مع معايير يونكس (مثل نظام جنو/لينكس) عن طريق واجهة برمجة التطبيقات جنو ستيب ويستمد تيكست إديت قوته من من مكتبة أبل البرمجية المخصصة لتطوير خطوط الأحرف والكلمات ومن ذلك فإنه يحوي في طياته دعم كبير للخطوط بأنواعها وأشكالها المختلفة.

## التطبيق والتنفيذ
جاء تيكست إديت كبديل لمحرر النصوص سيمبل تيكست الذي كان يعمل على أنظمة ماكينتوش، ويستطيع تيكست إديت كتابة وقراءة ملفات الوثائق بواسطة صيغ الملفات التالية:
- ريتش تيكست فورمات "Rich Text Format" أو ما يعرف اختصاراً بالأحرف (RTF).
- ريتش تيكست فورمات دايريكتوري "Rich Text Format Directory" أو ما يعرف اختصاراً بالأحرف (RTFD).
- صيغة ملف نصية كاملة "Plain Text".
- صيغة لغة رقم النص الفائق "HyperText Markup Language" أو ما يعرف اختصاراً بالأحرف (HTML).

و يستطيع تيكست إديت أيضاً القيام بفتح الملفات التي تم إنشاءها عن طريق محرر النصوص سيمبل تيكست (و ليس تخزينها أو تخزين تغييراتها) ولديه أيضاً القدرة على الولوج إلى خدمة تفقد الأخطاء الإملائية الموجودة على مستوى نظام التشغيل.
و قد تواتر التطوير على تيكست إديت بتواتر إصدارات نظام التشغيل ماك أو أس أكس وكانت على ما يلي:
1. أضيف دعم قراءة وتخزين الملفات بصيغة مايكروسوفت وورد في النسخة المصاحبة لإصدارة ماك أو أس أكس 10.3.
2. أضيف دعم قراءة وتخزين الملفات بصيغة مايكروسوفت وورد أكس أم أل في النسخة المصاحبة لإصدارة 10.4.
3. أضيف دعم قراءة وتخزين الملفات بصيغ أوفيس أوبن أكس أم أل وأوبن دوكيومنت في النسخة المصاحبة لإصدارة 10.5.
4. أضيف دعم تصحيح الأخطاء الإملائية التلقائي ونظام الكشف عن البيانات بالإضافة إلى نظام تحويل النصوص في النسخة المصاحبة لإصدارة 10.6.
5. أضيف الدعم لعملية حفظ التغييرات وتخزينها بشكل تلقائي في النسخة المصاحبة لإصدارة 10.7.

و من الجدير بالذكر أيضاً ان تيكست إديت يدعم تنسيق النصوص وترتيب السطور وحتى تضمين الصور وعناصر الوسائط المتعددة الأخرى بالإضافة لدعمه عمليتي القراءة والتخزين للملفات التي تتضمن نصوص تتبع أنواع مختلفة من معايير التشفير النصية ويشمل ذلك معيار اليونيكود (تشفير UTF-8 وتشفير UTF-16)، ويقوم تيكست إديت بتعديل المسافات بين الحروف (و الكلمات) بشكل تلقائي وهذه الخاصية تتواجد عادةً في برامج النشر العالية المستوى إلا أنه لا يمكن التحكم بتعديل هذه المسافات في تيكست إديت كما هو الحال في برامج النشر.
و نضيف أيضاً إلى أن أيقونة تيكست إديت المتواجدة على أنظمة ماك أو أكس -ابتداءً من النسخة 10.5 (ليوبارد)- تمثل انفصالاً عن حملة أبل الإعلانية المشهورة فكر باختلاف.

## الشيفرة المصدرية
تقوم شركة أبل بإتاحة الشيفرة المصدرية للمحرر تيكست إديت كجزء من بيئتها التطويرية المتكاملة والمسمى أكس كود، وتتيح الشركة الولوج إلى نسخة من الشيفرة المصدرية لتيكست إديت على الإنترنت عبر موقعها الألكتروني المخصص لمطوري البرمجيات الحاسوبية (Apple's developer website)، ويشار هنا إلى أن هذه النسخة المتواجدة عبر الأنترنت تتعامل مع بيئة التطوير المتكاملة كوكوا.